# 中村篤史
日本の元プロキックボクサー、整体師、トレーナー、経営者。千葉県君津市出身。元NKB統一ランキングウェルター級1位（最高位）。現在は株式会社ベストバランスの代表として、腰痛専門の整体院「整体ベストバランス」（千葉県君津市）を運営。飯田橋内科歯科クリニック内に「ベストバランス飯田橋」を展開していたが、五十嵐歯科医師の都合により2025年4月2日現在休業中である。

## 来歴
中村篤史は、若くしてキックボクシングを始め、プロとして活動。プロ・アマ通算110試合を経験し、NKBウェルター級でランキング1位を記録したことがある。ただし、当時の運営体制により公式記録が残されておらず、証拠としてはポスターのみが存在する。2018年7月29日、江戸川区で開催された「酒井秀信 凱旋格闘技大会」にて引退セレモニーを行い、一度はリングを退いた。
その後、格闘技で培った身体知識を活かし、整体師として活動を開始。オステオパシーを取り入れた独自の施術法を確立し、千葉県君津市で「整体ベストバランス」を開業。延べ7万人以上に施術を提供し、地域密着型の整体院として知られている。また、「BeHug（ビーハグ）」という独自の健康哲学を提唱し、セルフケアの普及にも取り組んでいる。

## 経歴

### 格闘家として
- 1990年代、プロキックボクサーとしてデビュー。NKBウェルター級で活躍し、最高位1位を獲得。
- 2018年7月、引退試合を開催し、格闘技界に別れを告げる。
- 2022年、YouTube番組『バトルミリオネアオーディション』で島袋直樹に判定勝利し、現役復帰[2]。
- 2023年、「裏ケンカバトルロワイアル」や「天下一武道会」に出場し、40代での挑戦を続ける。

### 整体師として
- 1995年、日本脊椎治療協会認定整体師および溝の口整体学校認定整体師の資格を取得。以降、JOPAオステオパシー認定整体師、日本キネシオテーピング協会認定トレーナー、ベストボディーインターナショナル医学会認定プロトレーナー、㈱RDリラクゼーショントレーナー、RHAベビーマッサージセラピストの資格を取得。また、ラジオ体操指導員として活動するほか、JHA日本治療協会および動体療法学会の会員として、整体と健康に関する研究や啓発にも取り組んでいる。
- 2006年、千葉県君津市に「整体ベストバランス」を開業。
- 2016年、新宿に「ベストバランスTOKYO」を開設し、都内進出[3][リンク切れ]。
- 2019年、君津商工会議所と連携し、高齢者向け「IT体操」を監修[4]。
- 2020年、TBS『炎の体育会TV』で選手ケアを担当。同年、オンライン整体サロン「トレテク」を開始[5]。
- 2021年、「ベストバランス飯田橋」として日本最大級のスポーツ・健康産業展示会「スポルテック」に出展し、整体技術やセルフケアの啓発活動を行った[6]。

### 社会貢献
- 2014年、「伝統療法カンファレンス」にて「ラジオ体操の有効性」を講演[7]。
- 2020年8月、『読売新聞』の特集「しあわせ小箱」にて、整体師としての活動が5回にわたり連載された[8]。
- 2022年、BLS（Basic Life Support）プロバイダ資格を取得し、地域の応急処置教育に貢献。

## 著書
- 『令和元年つながってく災害支援報告』（2020年1月14日、万代宝書房、ISBN 978-4910064147）
- 『肉体科学: 17歳で腰痛に苦しんだ整体師の逆襲』（Amazon Kindle、ASIN B08NZTFBGZ）
- 『１日１分を続けなさい【腰痛】【整体】【骨格バランス】』（Amazon Kindle、2020年11月27日）

## 主なメディア出演
- テレビ: TBS『炎の体育会TV』、J:COM『千葉つながるNews』
- 新聞: 『読売新聞』「しあわせ小箱」シリーズ（2020年、全5回）、『千葉日報』（2019年）
- 雑誌: 『マスターズ』6月号（2017年、竹原慎二との対談）